# Santiago (Palmares)
Santiago è un distretto della Costa Rica facente parte del cantone di Palmares, nella provincia di Alajuela.